# Heidersdorf
Heidersdorf ist eine Gemeinde im Osten des Erzgebirgskreises in Sachsen (Deutschland).

## Geografie
Die Gemeinde Heidersdorf ist ein Waldhufendorf in einem Nebental am Oberlauf der Flöha. Vom Tal aus liegt der Ort in nordwestlicher Richtung. Höchster Punkt des Ortes ist der Krähenberg mit 652 m, der niedrigste liegt im Flöhatal.

### Nachbargemeinden
Nachbargemeinde im Süden, Westen und Nordwesten ist Olbernhau, im Norden Sayda, im Osten Neuhausen/Erzgeb. und im Südosten Seiffen/Erzgeb.

### Gemeindegliederung
Neben dem Ort Heidersdorf gehört der Ortsteil Niederseiffenbach mit der Ortslage Lässigherd zur Gemeinde.

## Geschichte

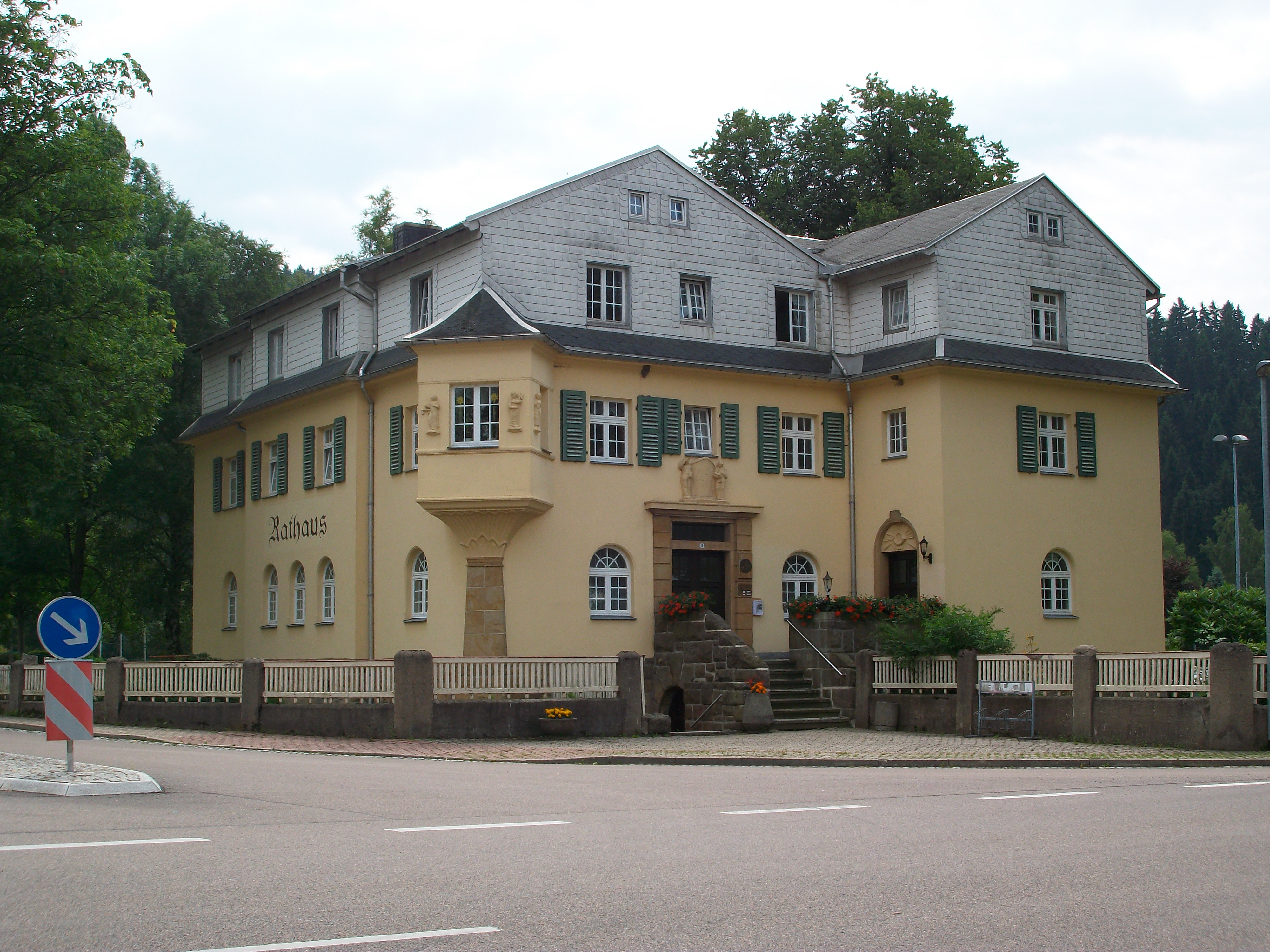
Rathaus Heidersdorf im Ortsteil Niederseiffenbach

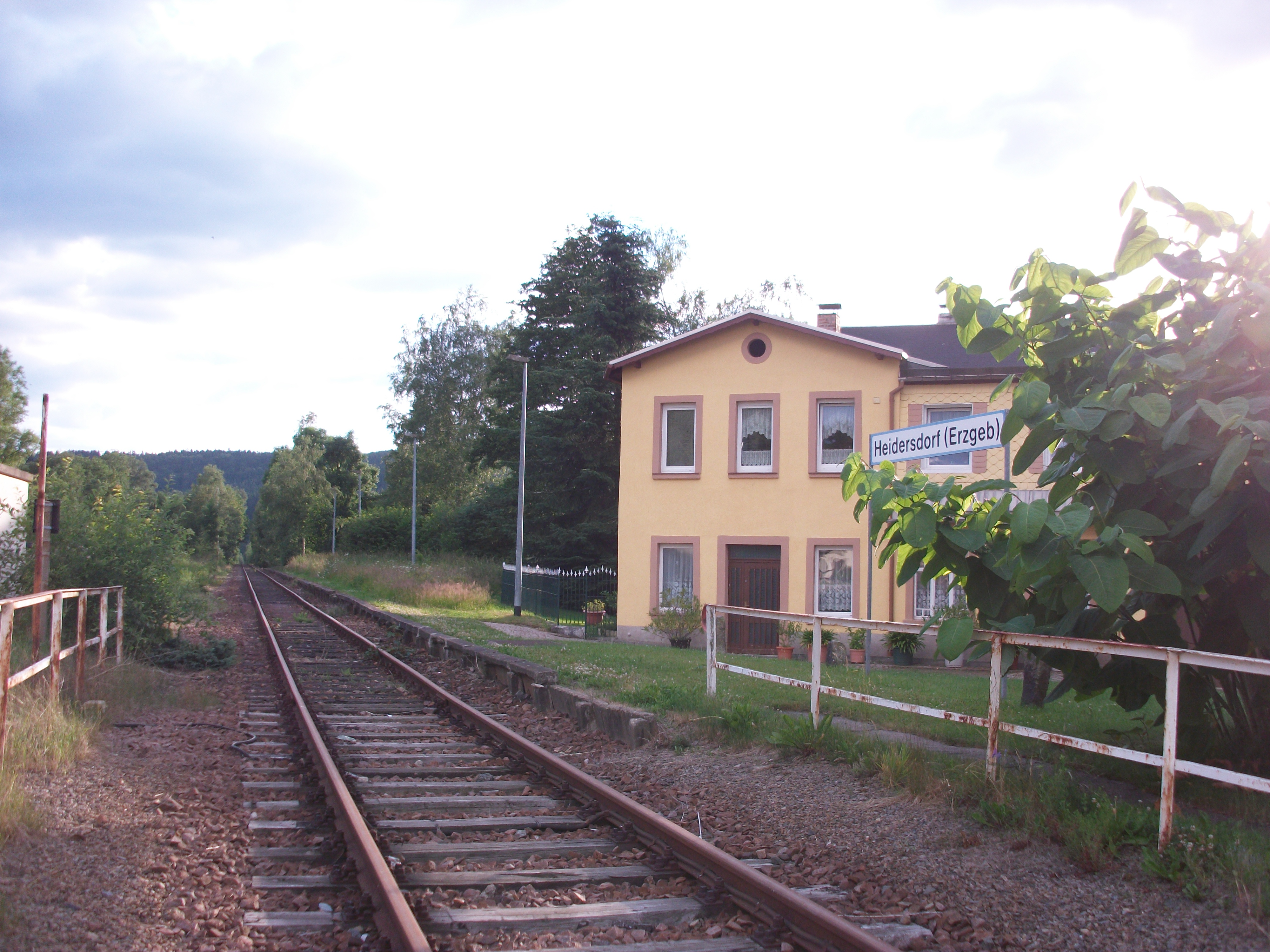
Haltepunkt Heidersdorf (Erzgeb.) in Niederseiffenbach (2018)

Am 20. Januar 1451 wird der Ort als „Heyderstorff“ erstmals in einer Urkunde erwähnt. Der Ort gehört zur Herrschaft von Schönberg auf Purschenstein und Sayda. Mit der Reformation 1539 kam Heidersdorf zur Parochie Sayda. Ein erster Lehrer wird 1662 erwähnt, ein Schulhaus wird ab 1666 genutzt. 1767 wurde ein neues Schulgebäude errichtet. 1834 wurde ein Friedhof errichtet und 1873 eine Parentationshalle. Die Freiwillige Feuerwehr wurde am 6. Februar 1878 gegründet. In den 1880er Jahren errichtete man mehrere Fabriken. Eine Postagentur hatte Heidersdorf seit 1888. Mit der Eröffnung der Flöhatalbahn nach Neuhausen erhielt Heidersdorf am 1. Oktober 1895 Bahnanschluss im damals noch eigenständigen Nachbarort Niederseiffenbach. Die Station erhielt erst mit der Eingemeindung des Orts nach Heidersdorf den Namen von Heidersdorf. Am 1. Januar 1908 wurde Heidersdorf eigenständige Kirchgemeinde. 1912 erfolgte der Anschluss an die Elektrizitätsversorgung. 1924 wurde das Rathaus eingeweiht. Der Ortsteil Mortelgrund wurde 1925 der Stadt Sayda zugeordnet.
Zu DDR-Zeiten unterhielt der VEB Wasserversorgung Leipzig im Ort ein Betriebs-Ferienheim für seine Betriebsangehörigen.
1969 erfolgte die Erweiterung der Schule. Im Juli 1981 kam es zu Unwetterschäden. 1982 wurde eine zentrale Trinkwasserversorgung errichtet. Seit 1992 hat Heidersdorf nur noch eine Grundschule. Der mit der Eingemeindung nach Heidersdorf im Jahr 1939 in Heidersdorf (Erzgeb) umbenannte Haltepunkt wurde bis zum 9. Juni 2001 im Personennahverkehr bedient. Der Streckenabschnitt zwischen Olbernhau-Grünthal und Neuhausen/Erzgeb., auf dem auch der Haltepunkt Heidersdorf (Erzgeb) liegt, wurde im Dezember 2023 stillgelegt.

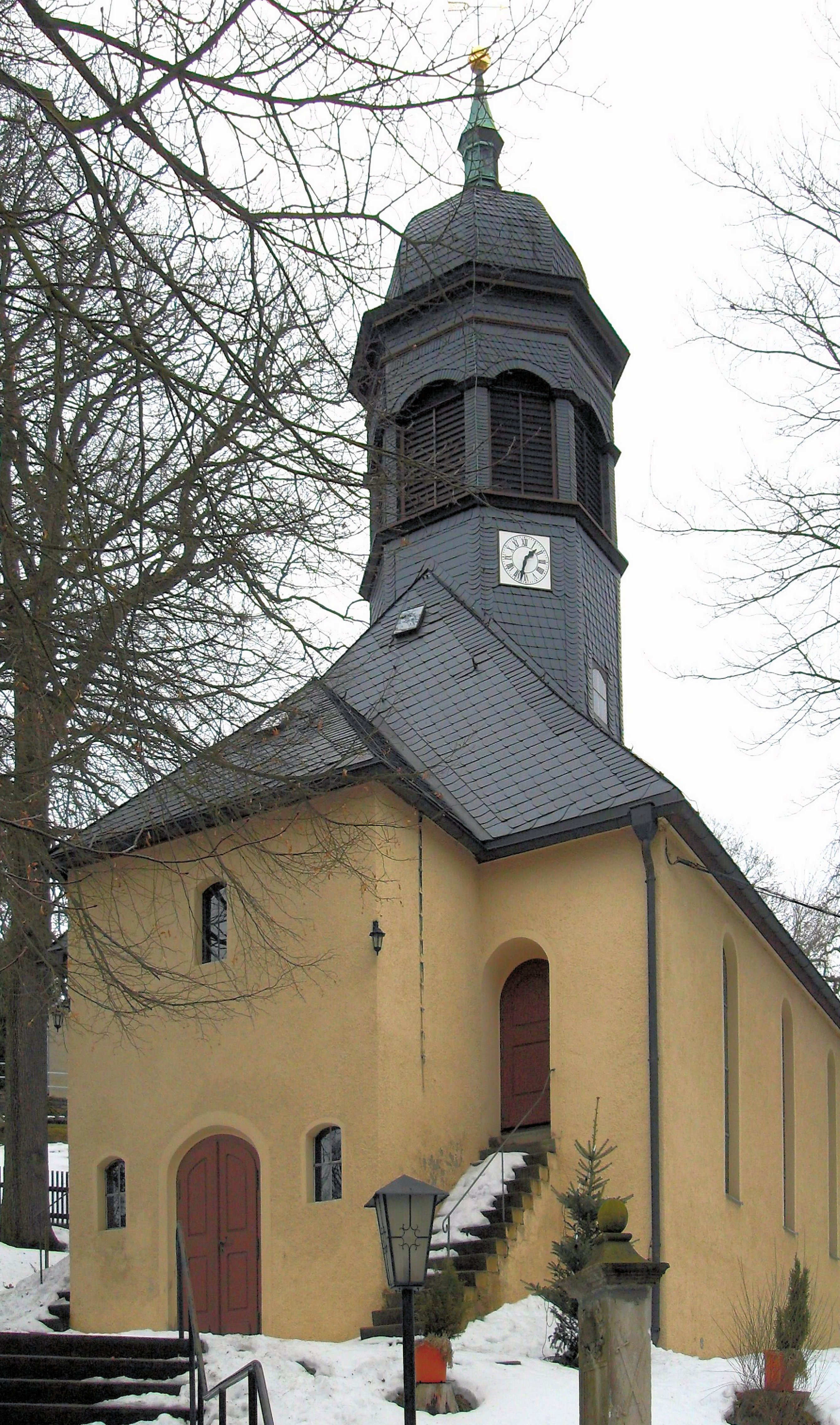
Pfarrkirche Heidersdorf

### Eingemeindungen
| Ehemalige Gemeinde bzw. Gutsbezirk       | Datum            | Zuwachs in ha | Zuwachs Einwohner | Anmerkung |
| ---------------------------------------- | ---------------- | ------------- | ----------------- | --- |
| Rittergut Purschenstein, Gutsbezirk      | 1. April 1921    | 54,74         | 0                 | Teileingliederung (Flurstücksnummern 159, 178, 179, 186, 219a, 220b, 221, 222, 228a, 260, 261, 261a, 360a)                                                                          |
| Mortelgrund (Anteil Heidersdorf)         | 14. Juli 1925    |               |                   | Umgliederung des Ortsteils von Heidersdorf nach Sayda |
| Niederseiffenbach mit OT Lässigherd      | 1. April 1939    | 135,30        | 371               | Teileingliederung (50 % der Fläche) ohne die Ortsteile Hirschberg, Wettinhöhe und Seiffengrund (Niederseiffenbacher Anteil), gleichzeitig Auflösung der Gemarkung Niederseiffenbach |
| Eisenzeche                               | 1. April 1939    |               | 31                | Eingliederung des Ortsteils von Oberneuschönberg |
| Staatsforstrevier Hirschberg, Gutsbezirk | 13. Oktober 1948 | 186,88        | 0                 | Teileingliederung (neue Flurstücksnummern 1139 bis 1154) |
| Staatsforstrevier Hirschberg, Gutsbezirk | 21. März 1949    | 2,95          | 0                 | Teileingliederung der Abteilungen 7, 8 und 58 (neue Flurstücksnummern 1136 bis 1138) im Zuge der Bodenreform                                                                        |

### Einwohnerentwicklung
Folgende Einwohnerzahlen beziehen sich auf den 31. Dezember des voranstehenden Jahres mit Gebietsstand Januar 2008:
| 1982 bis 1988 - 1982 – 1.188 - 1983 – 1.180 - 1984 – 1.163 - 1985 – 1.166 - 1986 – 1.119 - 1987 – 1.119 - 1988 – 1.104 | 1989 bis 1995 - 1989 – 1.074 - 1990 – 1.053 - 1991 – 1.052 - 1992 – 1.046 - 1993 – 1.042 - 1994 – 1.049 - 1995 – 1.048 | 1996 bis 2002 - 1996 – 1.050 - 1997 – 1.019 - 1998 – 1.021 - 1999 – 1.001 - 2000 – 0999 - 2001 – 0996 - 2002 – 0984 | 2003 bis 2012 - 2003 – 969 - 2004 – 956 - 2005 – 938 - 2006 – 923 - 2007 – 918 - 2009 – 888 - 2012 – 844 | ab 2013 - 2013 – 820 |

 Quelle: Statistisches Landesamt des Freistaates Sachsen

## Politik

### Gemeinderat
Seit der Gemeinderatswahl am 9. Juni 2024 verteilen sich die 8 Sitze des Gemeinderates folgendermaßen auf die einzelnen Gruppierungen:
- Parteilose Bürgerinitiative Heidersdorf e. V. (PBI): 4 Sitze
- Zukunft für Heidersdorf: 2 Sitze
- Regionalbauernverband Erzgebirge e. V. (RBV): 2 Sitze

| Gemeinderat ab 2024Insgesamt 8 Sitze - PBI: 4 - ZFH: 2 - RBV: 2 | Liste                                         | 2024   | 2024   | 2019   | 2019   | 2014   | 2014   |
| Gemeinderat ab 2024Insgesamt 8 Sitze - PBI: 4 - ZFH: 2 - RBV: 2 | Liste                                         | Sitze  | in %   | Sitze  | in %   | Sitze  | in %   |
| Gemeinderat ab 2024Insgesamt 8 Sitze - PBI: 4 - ZFH: 2 - RBV: 2 | Parteilose Bürgerinitiative Heidersdorf e. V. | 4      | 44,8   | 4      | 55,3   | 5      | 61,2   |
| Gemeinderat ab 2024Insgesamt 8 Sitze - PBI: 4 - ZFH: 2 - RBV: 2 | Zukunft für Heidersdorf                       | 2      | 30,5   | –      | –      | –      | –      |
| Gemeinderat ab 2024Insgesamt 8 Sitze - PBI: 4 - ZFH: 2 - RBV: 2 | RBV Erzgebirge                                | 2      | 20,9   | 1      | 23,6   | 1      | 15,1   |
| Gemeinderat ab 2024Insgesamt 8 Sitze - PBI: 4 - ZFH: 2 - RBV: 2 | FDP                                           | –      | 3,7    | –      | –      | –      | –      |
| Gemeinderat ab 2024Insgesamt 8 Sitze - PBI: 4 - ZFH: 2 - RBV: 2 | Einzelbewerber Dietmar Neuber                 | –      | –      | 1      | 21,1   | 1      | 23,7   |
| Gemeinderat ab 2024Insgesamt 8 Sitze - PBI: 4 - ZFH: 2 - RBV: 2 | Wahlbeteiligung                               | 75,9 % | 75,9 % | 66,5 % | 66,5 % | 54,7 % | 54,7 % |

### Bürgermeister
- 1990–2015: Dieter Lippmann (Parteilose Bürgerinitiative)
- seit 2015: Andreas Börner  (Parteilose Bürgerinitiative)

| Wahl | Bürgermeister   | Vorschlag | Wahlergebnis (in %) |
| ---- | --------------- | --------- | ------------------- |
| 2022 | Andreas Börner  | Börner    | 82,4                |
| 2015 | Andreas Börner  | PBI       | 73,0                |
| 2008 | Dieter Lippmann | Lippmann  | 95,0                |
| 2001 | Dieter Lippmann | PBI       | 98,1                |
| 1994 | Dieter Lippmann | PBI       | 94,2                |

## Persönlichkeiten
- Tom Reichelt (* 1982), Skilangläufer, Olympiateilnehmer 2010